# الاحتجاجات الروسية 2017-2018

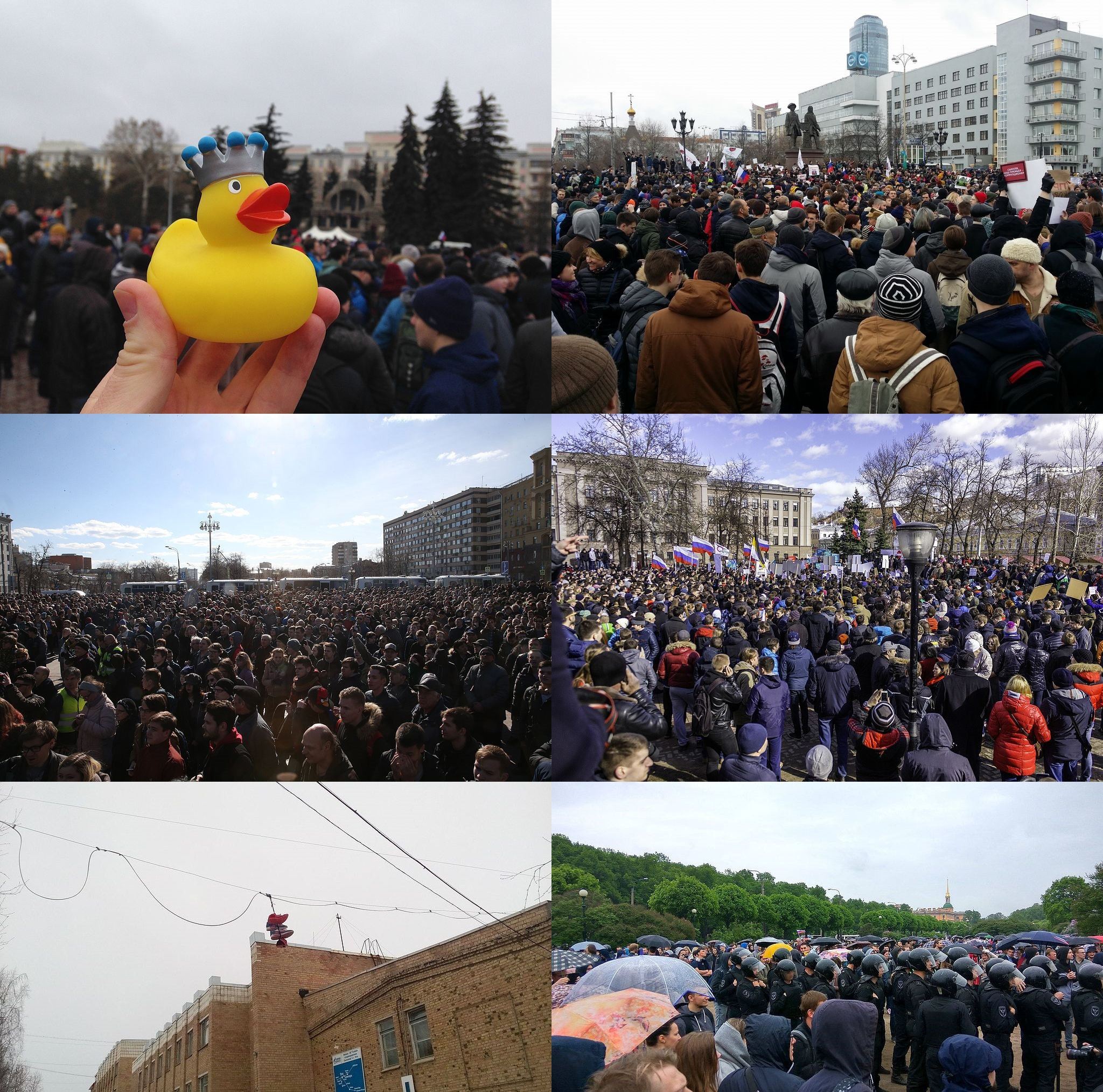
احتجاجات مناهضة للفساد في روسيا 2017

كانت الاحتجاجات الروسية 2017-2018 عبارة عن سلسلة طويلة من الأحداث ومظاهرات الاحتجاج في الشوارع في جميع أنحاء البلاد في الاتحاد الروسي، والتي كانت معنية في المقام الأول بقمع الفساد في الحكومة الروسية (من 26 مارس 2017 حتى ربيع 2018) والتخلي عن رفع سن التقاعد المخطط له (من 14 يونيو 2018 حتى نهاية 2018).
بدأت الاحتجاجات المناهضة للفساد في مارس 2017 لكنها انضمت إلى وتداخلت مع احتجاجات التقاعد الروسية لعام 2018. قاد أليكسي نافالني الاحتجاجات المناهضة للفساد في المقام الأول، وانضم إليه مشاركون معروفون مثل الحزب التحرري وروسيا المفتوحة وأرتبودجوتوفكا. بدأت نتيجة للأزمة المالية الروسية (2014-2016) في أعقاب الأزمة المالية الروسية، على الرغم من أنها كانت متجذرة في الفساد على المستويات المختلفة وصولًا إلى أعلى مستويات السلطة الروسية.
بدأت الاحتجاجات والتظاهرات ضد الفساد في الحكومة الروسية في مارس 2017 بعد إطلاق الفيلم الاستقصائي «He Is Not Dimon to You» من قبل مؤسسة مكافحة الفساد التابعة لنافالي، في وقت كان فيه وضع البلاد متوترًا بالفعل. نشأ الاستياء بسبب النشاط الفاسد المزعوم لرئيس الوزراء دميتري ميدفيديف بحسب ما عُرض في الفيلم، والهدم غير المخطط له للشقق في موسكو والإضرابات المطولة لسائقي الشاحنات المتعلقة بنظام رسوم المرور بلاتون، والتي كانت مستمرة منذ عام 2015.
وقعت الاحتجاجات الوطنية ضد الفساد المزعوم في روسيا في وقت واحد في أكثر من 100 مدينة في جميع أنحاء البلاد في 26 مارس 2017. وكان سببها رد الفعل الرافض من السلطات الروسية على الفيلم الاستقصائي المنشور «He Is Not Dimon to You»، والذي حصل على أكثر من 23 مليون مشاهدة على موقع يوتيوب. بحلول مساء يوم الأحد، اعتقلت شرطة مكافحة الشغب التي كانت ترتدي الدروع والخوذات أكثر من 1000 متظاهر في وسط موسكو، حيث هتف المتظاهرون الذين بلغ عددهم عشرات الآلاف «عار!»، «ميدفيديف، استقِل!»، و«بوتين لص!».
حدثت موجة جديدة من الاحتجاجات الجماهيرية في 12 يونيو 2017. بعد اعتقال نافالني في 29 سبتمبر، قبل ساعات من التجمع المخطط له في نيجني نوفغورود، أُعلن عن موجة جديدة من الاحتجاجات في 7 أكتوبر، عيد ميلاد بوتين. استمرت الاحتجاجات والانتفاضات في عام 2018، مع الاتجاه إلى التطرف، واعتُقل عدد قياسي من المتظاهرين في 5 مايو، قبل يومين من تنصيب بوتين. نظمت مسيرات حاشدة في أكثر من 60 مدينة في جميع أنحاء روسيا.

## خلفية
في مارس 2017، أطلق أليكسي نافالني ومؤسسة مكافحة الفساد التابعة له حملة «He Is Not Dimon to You»، متهمين ديمتري ميدفيديف، رئيس الوزراء والرئيس الروسي السابق، بالفساد. تجاهلت السلطات التقرير الذي قدمه نافالني وعلقت على أن التقرير صادر عن «مجرم مدان» ولا يستحق التعليق عليه.
في 26 مارس، نظم نافالني سلسلة من المسيرات لمكافحة الفساد في مدن مختلفة في جميع أنحاء روسيا. استجاب لهذا النداء ممثلو 95 مدينة روسية وأربع مدن في الخارج: لندن وبراغ وبازل وبون. في بعض المدن، أقرت السلطات التجمعات، لكنها حُظرت في مدن أخرى مثل سانت بطرسبرغ. رفضت سلطات موسكو طلب الحدث الذي قدمه نافالني في وسط المدينة، لكنها لم تقترح أي مكان بديل. أشار نافالني إلى قرار صادر عن المحكمة الدستورية وأعلن أنه مسموح. قالت شرطة موسكو إن 500 شخص قد اعتقلوا، لكن وفقًا لمنظمة حقوق الإنسان كان العدد 1030 شخصًا في موسكو وحدها، بمن فيهم نافالني نفسه.
نشرت الإدارة الرئيسية في وزارة الشؤون الداخلية رسالة على موقعها الرسمي على الإنترنت تتضمن دعوة لسكان موسكو بعدم الانضمام إلى الحدث. وقالت إن الإجراء في موسكو لم ينسق مع البلدية وإنه غير قانوني.

## الأحداث

### 26 مارس 2017
في 26 مارس، شارك حوالي 60 ألف شخص في احتجاجات مناهضة للفساد في 80 بلدة ومدينة روسية واعتُقل مئات المتظاهرين، بمن فيهم زعيم المعارضة أليكسي نافالني وموظفون في مؤسسة مكافحة الفساد.
وفقًا لـ هيومن رايتس ووتش، ضايقت وأرهبت وهددت السلطات الروسية تلاميذ المدارس وطلاب الجامعات الذين شاركوا في مظاهرات مناهضة للفساد في 26 مارس. اعتُقل 70 طفلًا في موسكو وحدها.
أدانت وزارة الخارجية الأمريكية اعتقال المتظاهرين، بمن فيهم أليكسي نافالني، مشيرة إلى أن «يعد احتجاز المتظاهرين السلميين ومراقبي حقوق الإنسان والصحفيين إهانة للقيم الديمقراطية الأساسية.»

### 29 أبريل 2017
حدث نشاط نظمته الحركة المدنية لروسيا المفتوحة بقيادة ميخائيل خودوركوفسكي في عشرات المدن في جميع أنحاء روسيا. سمي الحدث «ضقنا ذرعًا» ("Nadoel" باللغة الروسية) بهدف الحث على تغييرات في الحكم السياسي الروسي. وطالب المتظاهرون بوتين والحكومة بالاستقالة. في سانت بطرسبرغ، قمعت الشرطة تيومين وكيميروفو وتولا والعديد من المسيرات في مدن أخرى من قبل الشرطة، واعتقلت 200 شخص في جميع أنحاء البلاد. نتيجة لذلك، صُنفت منظمة روسيا المفتوحة على أنها «غير مرغوب فيها» من قبل المدعي العام الروسي، وحُظرت رسميًا من العمل في البلاد وحُظر موقعها الإلكتروني من قبل السلطات الإعلامية الرسمية.

### 12 يونيو 2017
أعلن نافالني في الربيع عن موجة جديدة من الاحتجاجات بنفس الأهداف. وحدثت في المزيد من المدن. بدأت احتجاجات في 154 بلدة ومدينة. وبحسب رويترز وجماعات حقوقية، شارك عشرات الآلاف من المتظاهرين واعتقل أكثر من ألف. حكمت محكمة في موسكو على نافالني بالسجن 30 يومًا لدعوته الناس إلى الاحتجاج.
وأدان المتحدث باسم البيت الأبيض شون سبايسر اعتقال المتظاهرين ودعا إلى إطلاق سراحهم. رفضت السلطات الروسية الالتماسات الأمريكية وانتقدت توسيع العقوبات ضد روسيا.

### 7 أكتوبر 2017
نُظمت أعمال الاحتجاج ضد الفساد في المستويات العليا من الحكومة الروسية في 7 أكتوبر 2017، في عيد ميلاد بوتين الخامس والستين بشكل مسيرات ومواكب واعتصامات فردية في 79 مدينة روسية. حضر المسيرات 2560 إلى 21520 شخصًا، مثل أنصار نافالني وخصومه. وكانت المسيرات الرئيسية عبارة عن مسيرات في سانت بطرسبرغ وموسكو. في سانت بطرسبرغ، بدأت الاحتجاجات في ميدان المريخ، وفي موسكو في شارع تفرسكايا. وكان سبب تصرفهم بوتين ومساعديه. اعتُقل 290 مشاركًا في الحدث.

### 5 نوفمبر 2017
في موسكو، كان العديد من رجال الشرطة حاضرين، وأغلقت محطة أوخوتني رياض. وأجرت الشرطة عمليات تفتيش انتقائية للمواطنين، واقتيد العديد منهم في عربات مبطنة. في الساعة 13:00 اعتُقل 82 شخصًا. اعتُقل شخصين في سانت بطرسبرغ و4 في كراسنويارسك. واعتُقل ممثل «صدى موسكو». في وقت لاحق في سانت بطرسبرغ اعتقلت الشرطة 10 أشخاص آخرين بالقرب من معهد سمولني.
في الساعة 21:00 بحسب رسالة لموقع OVD-Info، ارتفع عدد المعتقلين إلى 448 شخصًا. حدثت معظم الاعتقالات في موسكو بعدد وصل إلى 339، وإلى 21 في سانت بطرسبرغ، وفقًا لتقارير غير مؤكدة، 49 منهم قاصرين. وقضى 112 شخصًا الليلة في أقسام الشرطة ليلة 6 نوفمبر.

### 28 يناير 2018
جرت احتجاجات في إطار «إضراب الناخبين» في 28 يناير 2018 على شكل مسيرات ومواكب واضرابات انفرادية في 118 مدينة روسية. والسبب هو رفض اللجنة المركزية للانتخابات التسجيل في انتخابات أليكسي نافالني، وبعد ذلك أعلن عن احتجاج يوم 28 يناير، وحث جميع أنصاره على عدم الحضور للانتخابات وتحريض الآخرين على عدم المشاركة فيها. قدرت وزارة الشؤون الداخلية عدد المشاركين بحوالي 3500-4500 شخص، وقدر موظفو حقوق الإنسان العدد بـ 5000. وفقًا لمؤيدي نافالني، كان المشاركون أكثر من ذلك بكثير. ذكرت صحيفة نيو تايمز، في إشارة إلى شهود العيان أن 4000-5000 متظاهر في موسكو و2000-3000 في سانت بطرسبرغ. في ايكاترينبرج، في إجراء متفق عليه، شارك العمدة يفغيني روزمان ورئيس أركان البحرية ليونيد فولكوف وتحدثا في المسيرة. تحدث المرشح الرئاسي، فلاديمير جيرينوفسكي، مع العديد من المتظاهرين في شارع تفرسكايا في موسكو. وبحسب تقديرات مختلفة، شارك حوالي 15 ألف شخص في الاحتجاجات.